# 屈映光
屈 映光（くつ えいこう）は、清末民初の政治家。清末は光復会に属し、民国時代は北京政府、安徽派を経て、国民政府にも属した。字は文六。

## 事跡
1907年（光緒33年）、杭州赤城公学を卒業し、光復会に属した。1911年（宣統3年）の辛亥革命では、杭州の蜂起に参加し、1912年（民国元年）8月、浙江都督府民政司司長に就任する。以後、1913年（民国2年）2月、同省内務司司長、同年8月、同省署民政長を歴任して、1914年（民国3年）5月、同省巡按使（民政長の改称）に就任した。
袁世凱死後は安徽派に属し、1918年（民国7年）、北京政府国務院顧問に任命され、賛威将軍の位を授与された。1919年（民国8年）7月、署山東省省長に任命されたが、同じ安徽派の山東督軍田中玉と権力抗争を繰り広げる。当初、安徽派軍人である馬良の支援を受けた屈映光が田に対して優位に立っていた。しかし1920年（民国9年）7月の安直戦争で安徽派が敗北すると、屈映光の方が下野に追い込まれた。
1921年（民国10年）、大総統府顧問となり、1924年（民国13年）10月、褚輔成らと寧波で浙江自治委員会を組織し、一時は独立を宣言した。1925年（民国14年）2月、善後会議代表に任命され、1926年（民国15年）3月には、内務総長兼賑務督弁に任じられたが、同年5月、辞任して欧州へ考察に赴いた。
1927年（民国16年）帰国し、上海に隠居する。1929年（民国18年）には、密教の灌頂を受け、法賢上師と称した。1938年（民国27年）5月、国民政府振済委員会副委員長に、翌年3月には、軍事委員会戦地党政委員会委員に、任命された。中華人民共和国成立直前に台湾へ逃れ、総統府国策顧問として招聘されたものの、おおむね仏道に専念した。
1973年（民国62年）9月19日、死去。享年91。